# مصطفى قنبري زاده
مصطفى قنبري زاده (بالفارسية: مصطفی قنبری‌زاده) هو لاعب خط وسط إيراني يلعب مع نادي بارس جنوبي جم لكرة القدم في دوري المحترفين الإيراني.

## روابط خارجية
- مصطفى قنبري زاده على موقع قاعدة بيانات كرة القدم.إي يو (الإنجليزية)
- مصطفى قنبري زاده على موقع Soccerway.com (الإنجليزية)